# Psaume 54 (53)

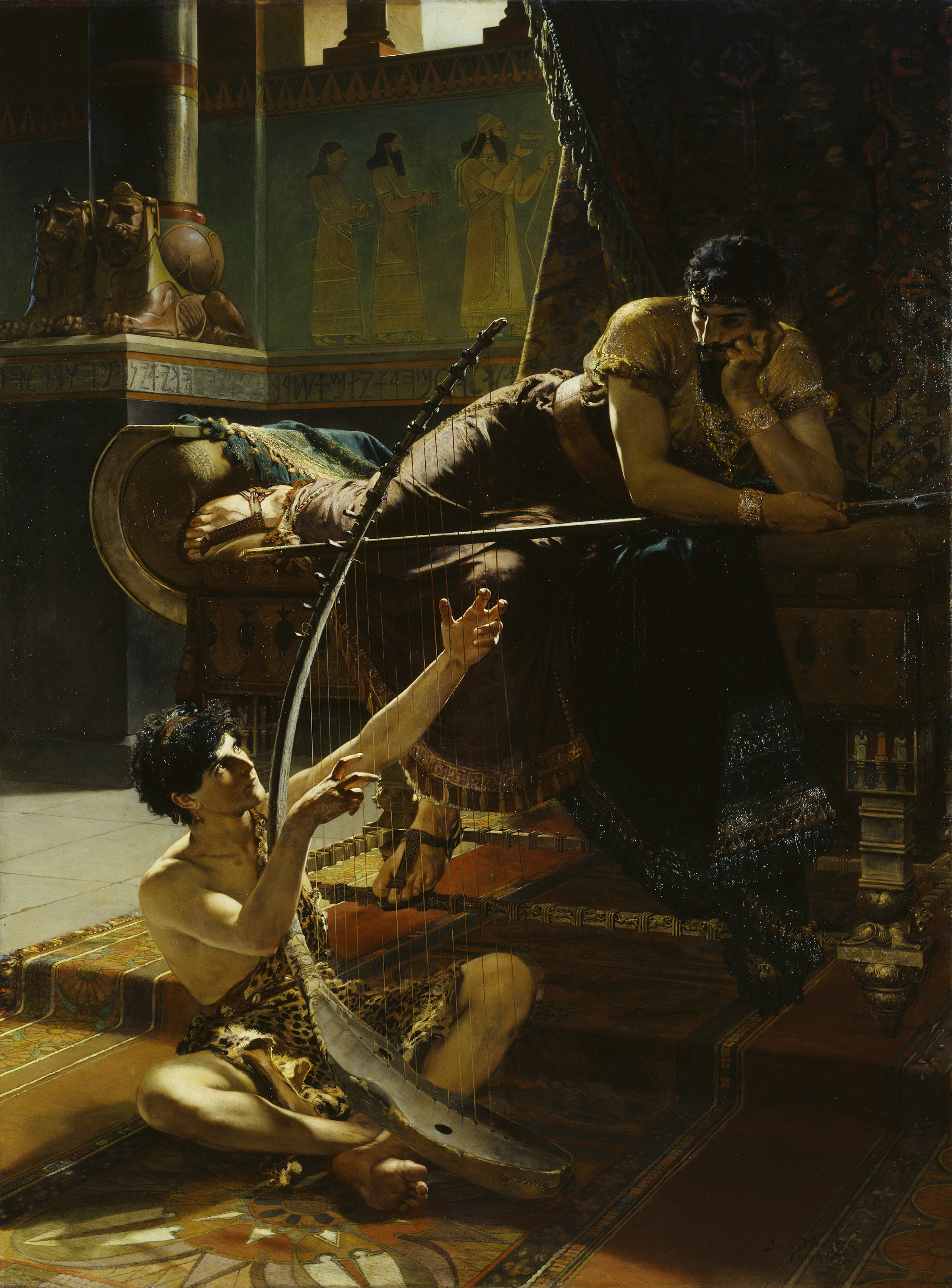
David et Saül, par le peintre suédois Julius Kronberg, en 1885.

Le psaume 54 (53 selon la numérotation grecque) est attribué à David. Il fut poursuivi par le roi Saül qui craignait d'être dépossédé par lui de son trône, puisque David avait été oint par le prophète Samuel. Cette indication ne signifie pas cependant que le psaume ait été rédigé par David-lui-même.

## Texte
| verset | original hébreu                                              | traduction française de Louis Segond | Vulgate latine |
| ------ | ------------------------------------------------------------ | --- | --- |
| 1      | לַמְנַצֵּחַ בִּנְגִינֹת, מַשְׂכִּיל לְדָוִד                                     | [Au chef des chantres. Avec instruments à cordes. Cantique de David.]                                                                    | [In finem in carminibus intellectus David]                                                                                        |
| 2      | בְּבֹא הַזִּיפִים, וַיֹּאמְרוּ לְשָׁאוּל: הֲלֹא דָוִד, מִסְתַּתֵּר עִמָּנוּ                | [Lorsque les Ziphiens vinrent dire à Saül : David n’est-il pas caché parmi nous ?]                                                       | [Cum venissent Ziphei et dixissent ad Saul nonne David absconditus est apud nos]                                                  |
| 3      | אֱלֹהִים, בְּשִׁמְךָ הוֹשִׁיעֵנִי; וּבִגְבוּרָתְךָ תְדִינֵנִי                         | Ô Dieu ! sauve-moi par ton nom, et rends-moi justice par ta puissance !                                                                  | Deus in nomine tuo salvum me fac et in virtute tua iudica me                                                                      |
| 4      | אֱלֹהִים, שְׁמַע תְּפִלָּתִי; הַאֲזִינָה, לְאִמְרֵי-פִי                           | Ô Dieu ! écoute ma prière, prête l’oreille aux paroles de ma bouche !                                                                    | Deus exaudi orationem meam auribus percipe verba oris mei                                                                         |
| 5      | כִּי זָרִים, קָמוּ עָלַי-- וְעָרִיצִים, בִּקְשׁוּ נַפְשִׁי;לֹא שָׂמוּ אֱלֹהִים לְנֶגְדָּם סֶלָה | Car des étrangers se sont levés contre moi, des hommes violents en veulent à ma vie ; ils ne portent pas leurs pensées sur Dieu. [pause] | Quoniam alieni insurrexerunt adversum me et fortes quaesierunt animam meam non proposuerunt Deum ante conspectum suum [diapsalma] |
| 6      | הִנֵּה אֱלֹהִים, עֹזֵר לִי; אֲדֹנָי, בְּסֹמְכֵי נַפְשִׁי                          | Voici, Dieu est mon secours, le Seigneur est le soutien de mon âme.                                                                      | Ecce enim Deus adiuvat me Dominus susceptor animae meae                                                                           |
| 7      | ישוב (יָשִׁיב) הָרַע, לְשֹׁרְרָי; בַּאֲמִתְּךָ, הַצְמִיתֵם                        | Le mal retombera sur mes adversaires ; anéantis-les, dans ta fidélité !                                                                  | Avertet mala inimicis meis in veritate tua disperde illos                                                                         |
| 8      | בִּנְדָבָה אֶזְבְּחָה-לָּךְ; אוֹדֶה שִּׁמְךָ יְהוָה כִּי-טוֹב                         | Je t’offrirai de bon cœur des sacrifices ; je louerai ton nom, ô Éternel ! car il est favorable,                                         | Voluntarie sacrificabo tibi confitebor nomini tuo Domine quoniam bonum                                                            |
| 9      | כִּי מִכָּל-צָרָה, הִצִּילָנִי; וּבְאֹיְבַי, רָאֲתָה עֵינִי                        | Car il me délivre de toute détresse, et mes yeux se réjouissent à la vue de mes ennemis.                                                 | Quoniam ex omni tribulatione eripuisti me et super inimicos meos despexit oculus meus                                             |

## Structure et thème du psaume
Ce psaume est une prière de demande, une supplication individuelle. Elle suit la progression classique de la supplication que l'on trouve dans les psaumes : invocation du nom de Dieu, cri d'appel à Dieu, exposé des motifs de plainte et action de grâce. On distingue deux parties séparées par le mot voici. Certains mots se répondent d'une partie à l'autre : le nom de Dieu, sauver / délivrer, ...
Le nom de Dieu revient cinq fois, surtout sous le terme hébreu Elohim, qui manifeste sa grandeur et son excellence. La dernière occurrence est quand même une traduction d'Adonaï, mot utilisé oralement par les Juifs pour ne pas prononcer le tétragramme. La prière à Dieu se fonde sur sa fidélité, et le psalmiste met en avant l'impiété des ennemis pour l'opposer implicitement à sa foi en Lui. Se sachant exaucé, il peut faire monter vers Dieu une action de grâce.

## Usages liturgiques

### Dans le christianisme

#### Chez les catholiques
Depuis le haut Moyen Âge, ce psaume était traditionnellement exécuté auprès des monastères, lors de l'office de matines du mardi, une fois que saint Benoît de Nursie établit vers 530 sa distribution des psaumes, essentiellement par ordre numérique,.
Au regard de la liturgie des Heures, le psaume 54 est récité ou chanté le mardi de la deuxième semaine à l’office du milieu du jour. Dans la liturgie de la messe, on ne trouve ce psaume qu'au 25e dimanche de l'année B et en semaine, le samedi de la 22e semaine du temps ordinaire, les années impaires.

#### Chez les chrétiens arméniens
Le psaume 54 est chanté lors de l'office du repos dans l'Église apostolique arménienne. Cet office correspond aux complies de la liturgie catholique.

## Mise en musique
- Un grand motet de Michel-Richard de Lalande (S.35), composé en 1690, est connu. Il s'agit de la musique destinée aux offices à la chapelle royale du château de Versailles, notamment ceux de Louis XIV.